# Trnovo (Slowakei)
Trnovo (ungarisch Tarnó) ist eine Gemeinde im Norden der Slowakei mit 343 Einwohnern (Stand 31. Dezember 2024), die zum Okres Martin, einem Teil des Žilinský kraj, gehört und zur traditionellen Landschaft Turiec gezählt wird.

## Geographie
Die Gemeinde befindet sich im westlichen Teil des Turzbeckens (slowakisch Turčianska kotlina) am Fuße der Kleinen Fatra im Tal des Trnovský potok, im Einzugsgebiet des Turiec. Das Ortszentrum liegt auf einer Höhe von 460 m n.m. und ist neun Kilometer von Martin entfernt.
Nachbargemeinden sind Trebostovo im Norden, Príbovce im Osten, Benice im Südosten und Valča im Süden und Westen.

## Geschichte
Trnovo wurde zum ersten Mal 1256 als Tarnouch schriftlich erwähnt. Ab dem Jahr 1578 war das Dorf Teil des Herrschaftsgebiets der Burg Zniev und ab dem 18. Jahrhundert war es Besitz des Landadels.
1785 hatte die Ortschaft 62 Häuser und 284 Einwohner, 1828 zählte man 57 Häuser und 411 Einwohner, die als Waldarbeiter und Kürschner beschäftigt waren.
Bis 1918 gehörte der im Komitat Turz liegende Ort zum Königreich Ungarn, kam danach zur Tschechoslowakei beziehungsweise heute Slowakei. In der ersten tschechoslowakischen Republik waren neben Landwirtschaft auch Handwerke weit entwickelt.

## Bevölkerung
| Jahr                | 1994 | 2004     | 2014     | 2024    |
| ------------------- | ---- | -------- | -------- | ------- |
| Anzahl der Personen | 197  | 217      | 261      | 269     |
| Unterschied         |      | +10,15 % | +20,27 % | +3,06 % |

| Jahr                | 2023 | 2024    |
| ------------------- | ---- | ------- |
| Anzahl der Personen | 270  | 269     |
| Unterschied         |      | −0,37 % |

Nach der Volkszählung 2011 wohnten in Trnovo 253 Einwohner, davon 245 Slowaken und ein Ukrainer. Sieben Einwohner machten keine Angabe zur Ethnie.
105 Einwohner bekannten sich zur römisch-katholischen Kirche, 94 Einwohner zur Evangelischen Kirche A. B., acht Einwohner zur griechisch-katholischen Kirche, vier Einwohner zur evangelisch-methodistischen Kirche und zwei Einwohner zur orthodoxen Kirche. 25 Einwohner waren konfessionslos und bei 15 Einwohnern wurde die Konfession nicht ermittelt.